# Encyocrypta decooki
Espèce
Encyocrypta decooki est une espèce d'araignées mygalomorphes de la famille des Barychelidae.

## Distribution
Cette espèce est endémique de Nouvelle-Calédonie. Elle se rencontre vers la rivière des Pirogues.

## Description
La femelle holotype mesure 27 mm.

## Étymologie
Cette espèce est nommée en l'honneur de Doug Cook.

## Publication originale
- Raven & Churchill, 1991 : A revision of the mygalomorph spider genus Encyocrypta Simon in New Caledonia (Araneae Barychelidae). Zoologia Neocaledonica, vol. 2, Mémoires du Muséum National d'Histoire Naturelle de Paris, sér. A, vol. 149, p. 31-86.